# Les Rairies
Les Rairies é uma comuna francesa na região administrativa da Pays de la Loire, no departamento de Maine-et-Loire. Estende-se por uma área de 8,41 km². Em 2010 a comuna tinha 1 035 habitantes (densidade: 123,1 hab./km²).